# Pan Nalin

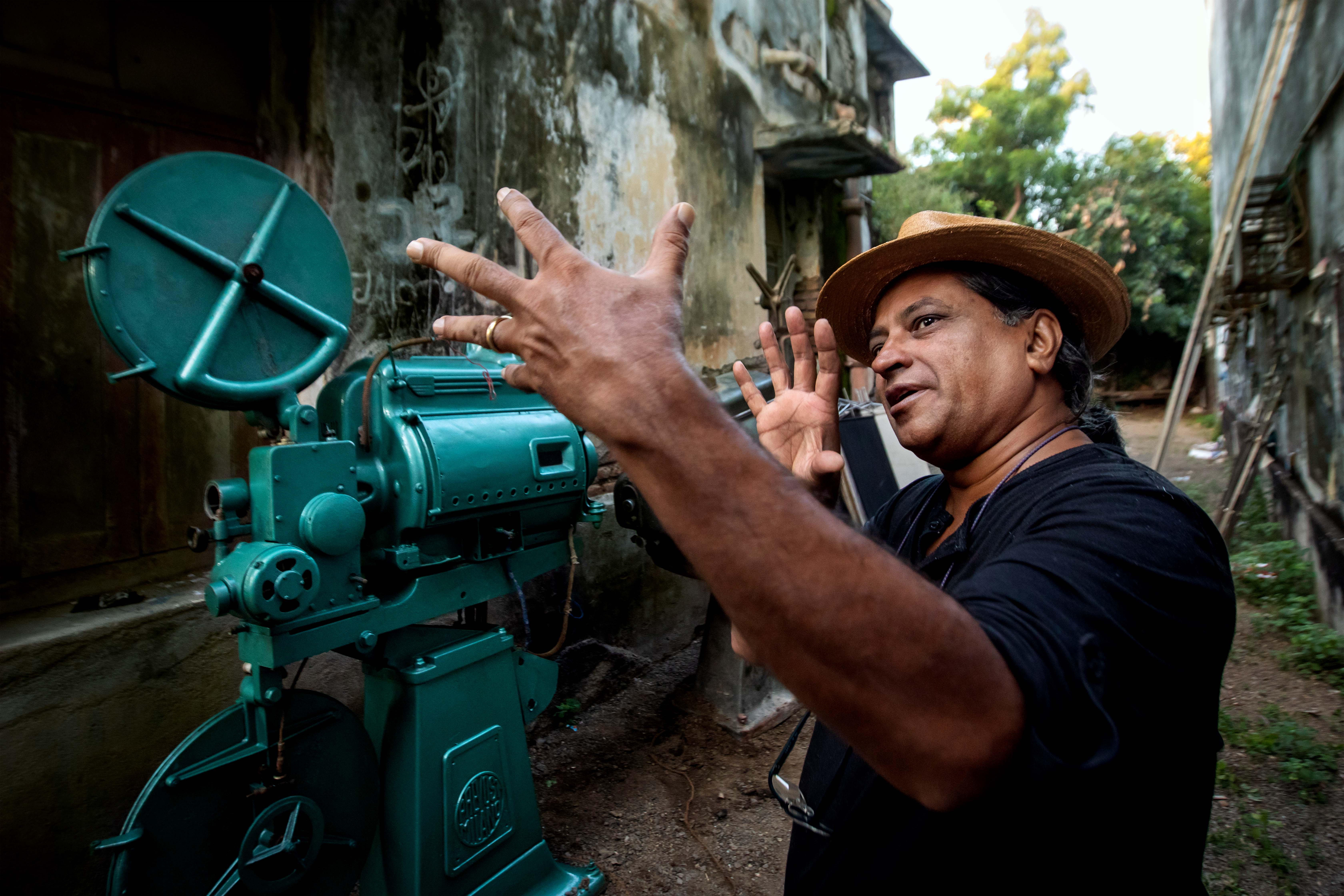
Pan Nalin während der Dreharbeiten von Das Licht, aus dem die Träume sind im Jahr 2019 in Lathi in seinem Heimatdistrikt Amreli in Gujarat

Pan Nalin (Hindi पान नलिन; * 19. April 1965 in Adtala, Gujarat) ist ein indischer Filmregisseur und Drehbuchautor.

## Leben
Pan Nalin wurde 1965 im Dorf Adtala im Bundesstaat Gujarat geboren. Bis zu seinem 12. Lebensjahr half Nalin seinem Vater beim Verkauf von Tee auf einem Bahnsteig der Khijadiya Junction Railway Station. Seine Eltern gaben ihm eine spirituelle Erziehung. Als Kind mochte Nalin keine Schulen, stattdessen malte und zeichnete er gerne. Als junger Mann verließ Nalin seine Familie und studierte Bildende Kunst an der Maharaja Sayajirao University of Baroda in Vadodara.
Sein Film Samsara – Geist und Leidenschaft, in dem sich ein buddhistischer Mönch nach mehr als drei Jahren Meditation mehr für seine Sexualität als für seine bisherigen spirituellen Ziele interessiert, feierte im September 2001 beim Toronto International Film Festival seine Premiere. Bei seinem zweiten abendfüllenden Spielfilm Valley of Flowers versuchte Nalin eine authentische asiatische Liebesgeschichte frei von westlichen Einflüssen zu schaffen. Der Film, der im frühen 19. Jahrhundert im hochgelegenen Himalaya beginnt und im heutigen Tokio endet, handelt von dem Glauben an übernatürliche Kräften, basierend auf Motiven des Romans Liebeszauber und schwarze Magie: Abenteuer in Tibet (Original Magie d'amour et magie noire) von Alexandra David-Néel. Nalin kannte alle ihre Bücher seit langer Zeit. Die Abenteurerin, die 101 Jahre alt wurde, war die erste weiße Frau, die Anfang der 1920er Jahre die verbotene Hauptstadt von Tibet, Lhasa, betrat. Insgesamt verbrachte David-Néel 13 Jahre im Himalaya und in Tibet und machte in dieser Zeit viele magische und mystische Erfahrungen.
Für seinen Dokumentarfilm An den Ufern der heiligen Flüsse (Originaltitel Faith Connections) besuchte Nalin 2013 die Kumbh Mela, das größte religiöse Fest der Welt. Alle zwölf Jahre treffen sich dabei in Prayagraj Millionen Pilger, um an der rituellen Waschung der Hindus im Ganges teilzunehmen, wo die Yamuna und der mythische Fluss Sarasvati zusammenfließen, um sich von ihren Sünden zu reinigen und den Kreislauf der Wiedergeburt zu durchbrechen. Der Regisseur sprach für seinen Film mit Menschen, die sich dem Geist, der Meditation und dem Glauben verschrieben und ihre persönlichen Schicksale mit Nalin geteilt haben, so mit einem Jungen, der von zu Hause weggelaufen ist, einer besorgten Mutter, die verzweifelt nach ihrem Sohn sucht, und einem Mönch, der ein Kind aufzieht, das auf seiner Türschwelle ausgesetzt wurde.
Sein Spielfilm Das Licht, aus dem die Träume sind, in dem ein 9-Jähriger gegen den Willen seines Vaters Tag für Tag ins Kino geht und sich mit dem Filmvorführer anfreundet, wurde bei mehreren internationalen Filmfestivals gezeigt und von Indien als Beitrag für die Oscarverleihung 2023 in der Kategorie Bester Internationaler Film eingereicht.
Mit Monsoon Films gründete Nalin sein eigenes Produktionsunternehmen mit Sitz in Mumbai.

## Filmografie
- 1991: The Khajuraho (Kurzfilm, Drehbuch)
- 1994: The Nagas (Regie und Drehbuch)
- 1995: The Doubt (Kurzfilm, Regie und Drehbuch)
- 1997: The Devadasi (Regie und Drehbuch)
- 2001: Samsara – Geist und Leidenschaft (Samsara, Regie und Drehbuch)
- 2001: Ayurveda: Art of Being (Regie und Drehbuch)
- 2006: Valley of Flowers (Regie und Drehbuch)
- 2009: Echo of Eco (Kurzfilm, Regie und Drehbuch)
- 2013: An den Ufern der heiligen Flüsse (Faith Connections, Dokumentarfilm, Regie)
- 2015: 7 Göttinnen (7 Angry Indian Goddesses, Regie)
- 2021: Das Licht, aus dem die Träume sind (Last Film Show, Regie und Drehbuch)
- 2021: The Face Reader (Kurzfilm, Regie und Drehbuch)

## Auszeichnungen
AFI Fest
- 2002: Nominierung für den Grand Jury Prize im internationalen Spielfilmwettbewerb (Samsara – Geist und Leidenschaft)[6]

Palm Springs International Film Festival
- 2023: Nominierung für den FIPRESCI-Preis als Bester fremdsprachiger Film (Das Licht, aus dem die Träume sind)[7]

Toronto International Film Festival
- 2015: Nominierung für den People’s Choice Award (7 Göttinnen)

Valladolid International Film Festival
- 2021: Auszeichnung als Bester Film mit der Goldenen Ähre (Das Licht, aus dem die Träume sind)[8]